# Partizanske smučine Cerkno 1945
Partizanske smučine Cerkno 1945 so bile partizansko smučarko tekmovanje, ki je potekalo 20. in 21. januarja 1945 v okolici Cerknega v treh disciplinah, patruljnem teku na smučeh, veleslalomu in smučarskih skokih.

## Tekmovanje
Tekmovanje je potekalo v času, ko so v Sloveniji potekali še zadnji boji druge svetovne vojne, zato je bilo Cerkno v krogu 80-ih kilometrov obdano s skoraj 15.000 pripadniki nemških in drugih sovražnih enot. Zaradi tega in snega nekaterim ni uspelo pravočasno priti na kraj tekmovanja. Na prizorišču se je zbralo več kot tisoč gledalcev, med katerimi je bilo tudi veliko zavezniških vojakov.
V patruljnem teku na smučeh je 20. januarja nastopilo 7 patrulj s po tremi tekmovalci. Zmagala je patrulja Prešernove brigade, druga je bila patrulja Vojkove brigade, tretja pa patrulja Gradnikove brigade.
Na tekmovanju v veleslalomu, ki se je odvijalo 21. januarja, je zmagal Janez Štefe, drugo mesto je osvojil Rudi Finžgar, tretje pa Marjan Masterl.
Na tekmovanju v smučarskih skokih, ki je prav tako potekala 21. januarja, je zmagal Rudi Finžgar, drugo mesto je osvojil Alojz Potočnik, tretje pa Janez Štefe. 

## Spominsko tekmovanje
V spomin na tekmovanje so 9. marca 1975 na Črnem vrhu priredili prve spominske smučarske tekme, ki od tedaj potekajo vsako leto. Leta 1981 so na tekmovanju prvič nastopili jugoslovanski vojaki, v naslednjih letih pa so začeli nastopati tudi pripadniki Teritorialne obrambe Slovenije. Po letu 1991 so v Cerknem začeli tekmovati tudi veterani vojne za Slovenijo, z nastopom italijanske ekipe A.N.A. pa tekmovanje dobiva tudi mednarodni značaj.